# 2',5'-Oligoadénylate synthase
La 2',5'-oligoadénylate synthase (OAS) est une phosphotransférase qui catalyse la réaction :
3 ATP  {\displaystyle \rightleftharpoons }  5'-triphosphoadénylyl-(2'→5')-adénylyl-(2'→5')-adénosine + 2 pyrophosphate.
Cette enzyme est activée en se liant à l'ARN double brin. L'ensemble se lie à une ribonucléase L (en) qui s'en trouve à son tour activée et dégrade cet ARN double brin. Il s'agit donc d'un mécanisme cellulaire de défense contre les virus à ARN double brin.